# 古角龍屬
古角龍屬（學名：Archaeoceratops）是角龍亚目古角龍科的一個屬，是種基礎新角龍類恐龍，生活於下白堊紀（阿普第階）的中國中北部。古腳龍似乎是種小型的雙足恐龍，身長約一公尺。不同於後期角龍類，古角龍的頭盾小，沒有角。

## 發現及物種

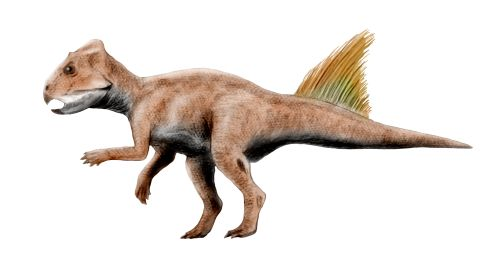
漁井子古角龍的想像圖

古角龍的化石發現於中國甘肅省馬鬃山地區公婆泉盆地的新民堡組。模式種是大島氏古角龍（A. oshimai），是由董枝明及東洋一在1997年敘述、命名。第二個物種是漁井子古角龍 ( A. yujingziensis )，是由尤海魯等人在2010年命名。古角龍是該地區第一個發現的基礎新角龍類。
古角龍的正模標本（編號IVPP V11114）是一個部份完整的身體骨骼，包含頭顱骨、尾椎、骨盆、以及大部分的後腳掌。副模標本（編號IVPP V11115）是一個不完整的身體骨骼，包含保存相當好的尾椎、部份後肢、一個完全保存的腳部，體型比正模標本略小。

## 分類
古角龍屬於角龍亚目，這是一群有著類似鸚鵡喙狀嘴的植食性恐龍，生活於白堊紀的北美洲及亞洲。在1997年，董枝明及東洋一將牠們分類在一個新的古角龍科之內。

## 食性
就像其他角龍亚目恐龍，古角龍是植食性恐龍。在白堊紀，顯花植物是受地理環境所限制的，所以牠們很有可能是以當時最顯著的蕨類、蘇鐵科及松科為食物。牠用那鋒利的喙狀嘴來咬斷葉子的。